# Fontaine magique de Montjuïc
La Fontaine magique de Montjuïc (en espagnol  : Fuente màgica de Montjuïc), également appelée Fontaine de Montjuïc, se trouve sur l'avenue de la Reine Marie-Christine, à Montjuïc (Barcelone). 
Œuvre de l'architecte Carles Buïgas, la fontaine est l'élément principal d'un ensemble de jeux de lumières et d'eaux qui illumine l'axe monumental situé entre le Musée national d'art de Catalogne (au sud)  et la Place d'Espagne (au nord).

## Localisation et accès
La Fontaine Magique se trouve dans le district barcelonais de Sants-Montjuïc.
Elle est accessible par les lignes 1 et 3 du métro de Barcelone et par les six lignes des Chemins de fer de la Généralité de Catalogne (FCG), ayant pour arrêt la station Espanya.

## Description
La Fontaine Magique est constituée de bassins et de cascades puis, plus en bas, de colonnes lumineuses de chaque côté de l'avenue. Ces colonnes sont désormais remplacées par des jets d'eau lumineux de mêmes proportions, plus faciles à entretenir. Elle a été construite à l'occasion de l'Exposition universelle de 1929 par Carles Buïgas, à l'endroit où étaient situées auparavant Les Quatre Colonnes de Josep Puig i Cadafalch, démolies en 1928 et reconstruites en 2010. La construction a duré une année. Dans les années 1980 a été ajoutée de la musique. Le tout a été complètement restauré lors des Jeux olympiques de 1992.

## Galerie de nuit

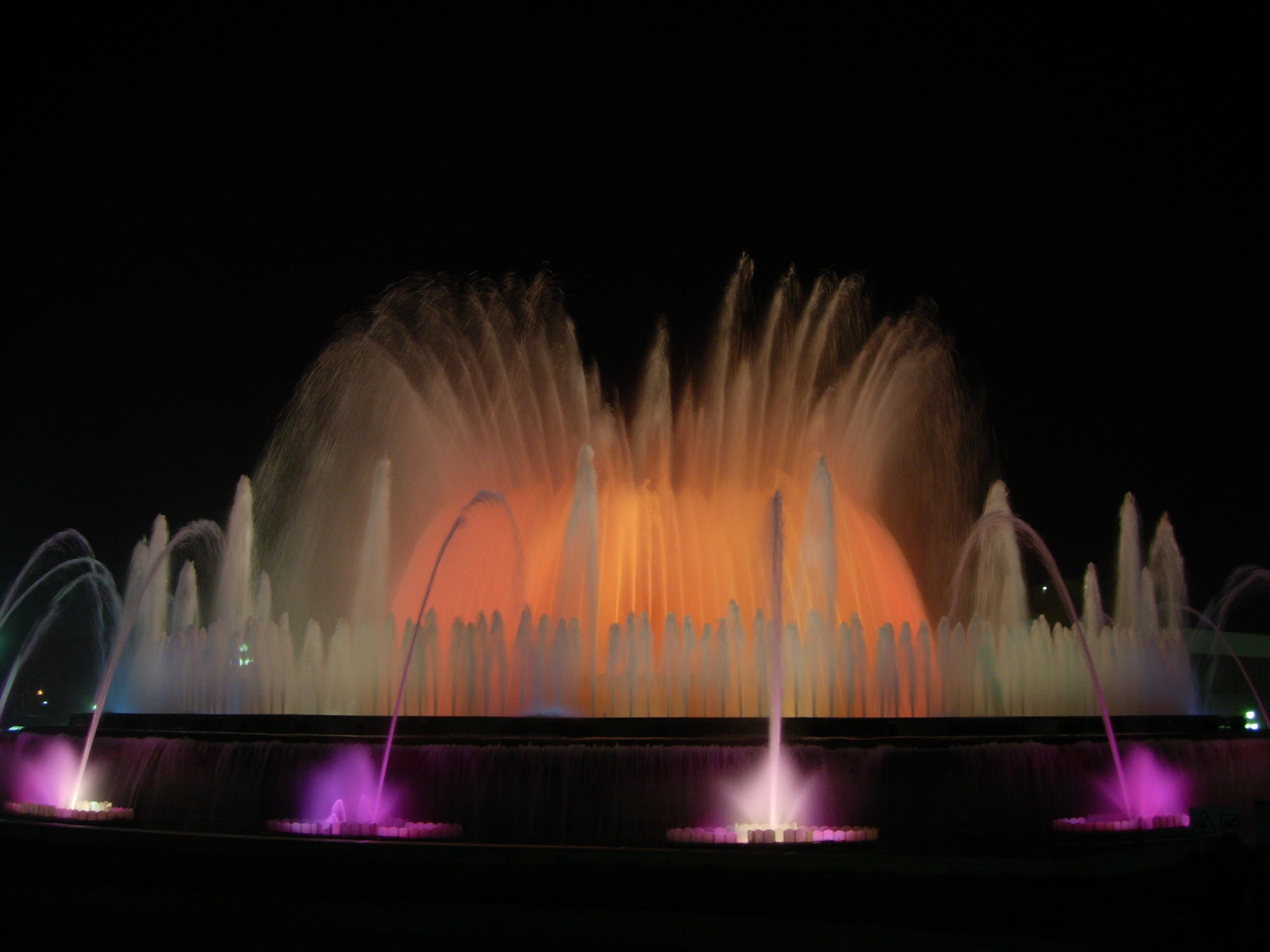
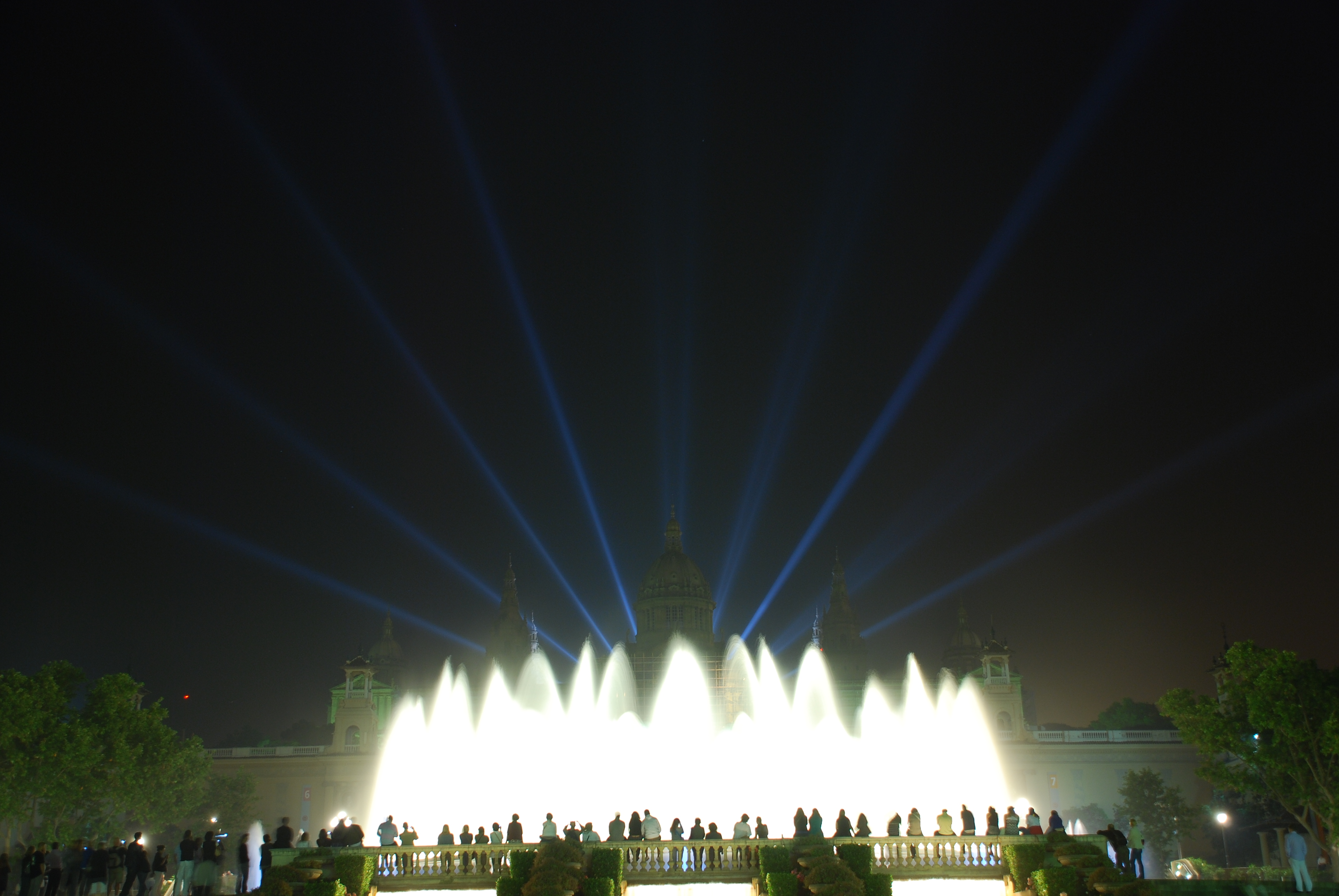
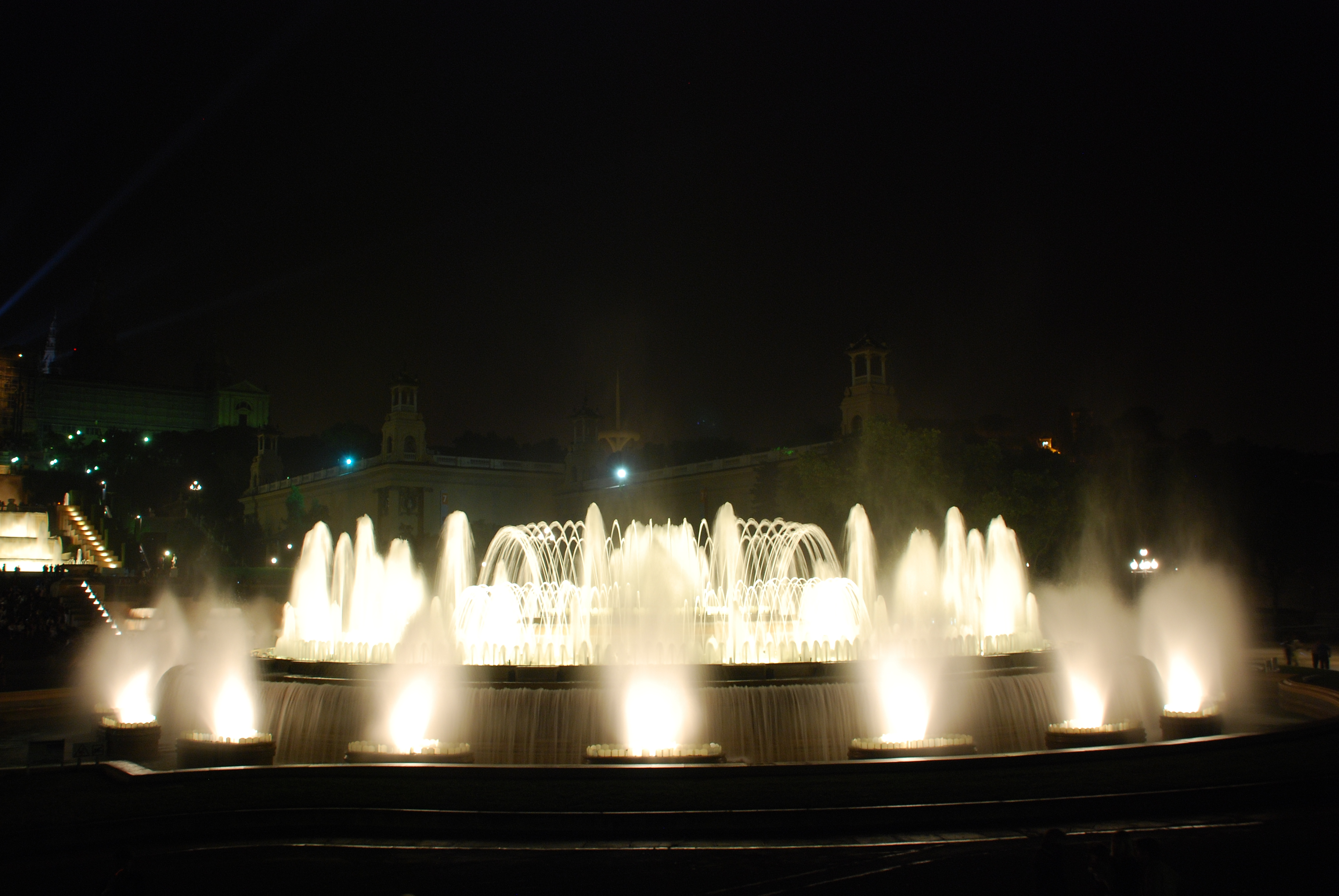
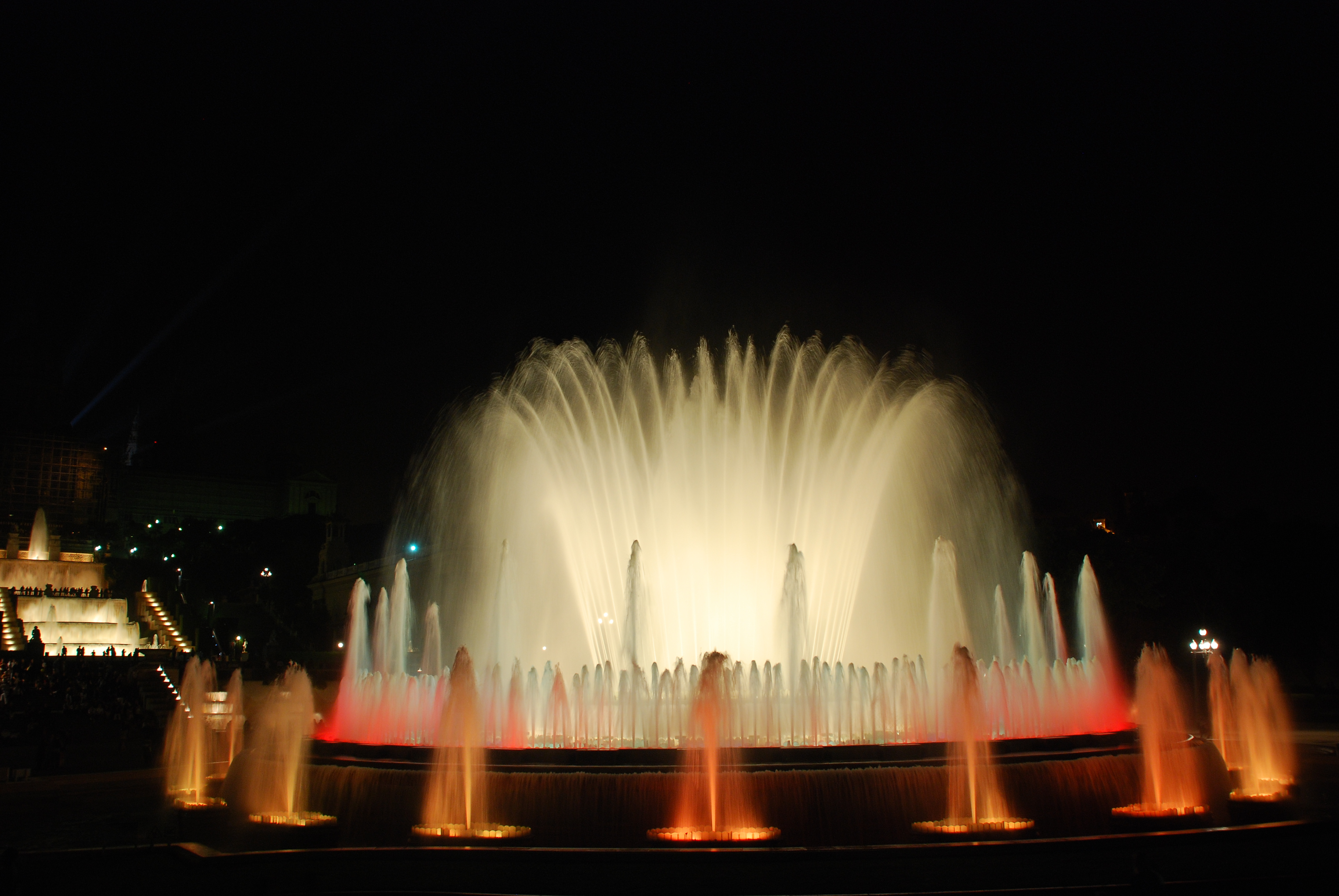
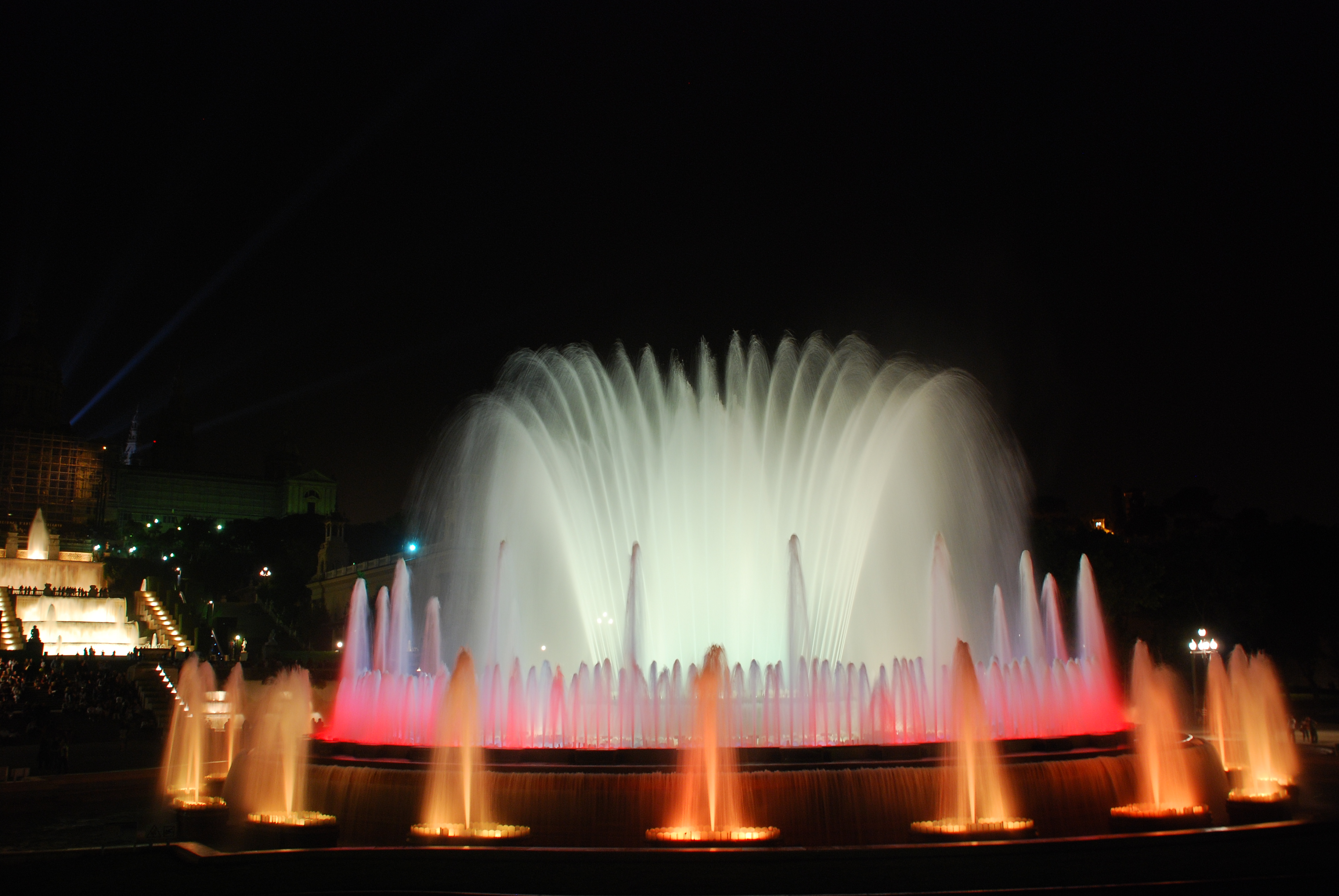
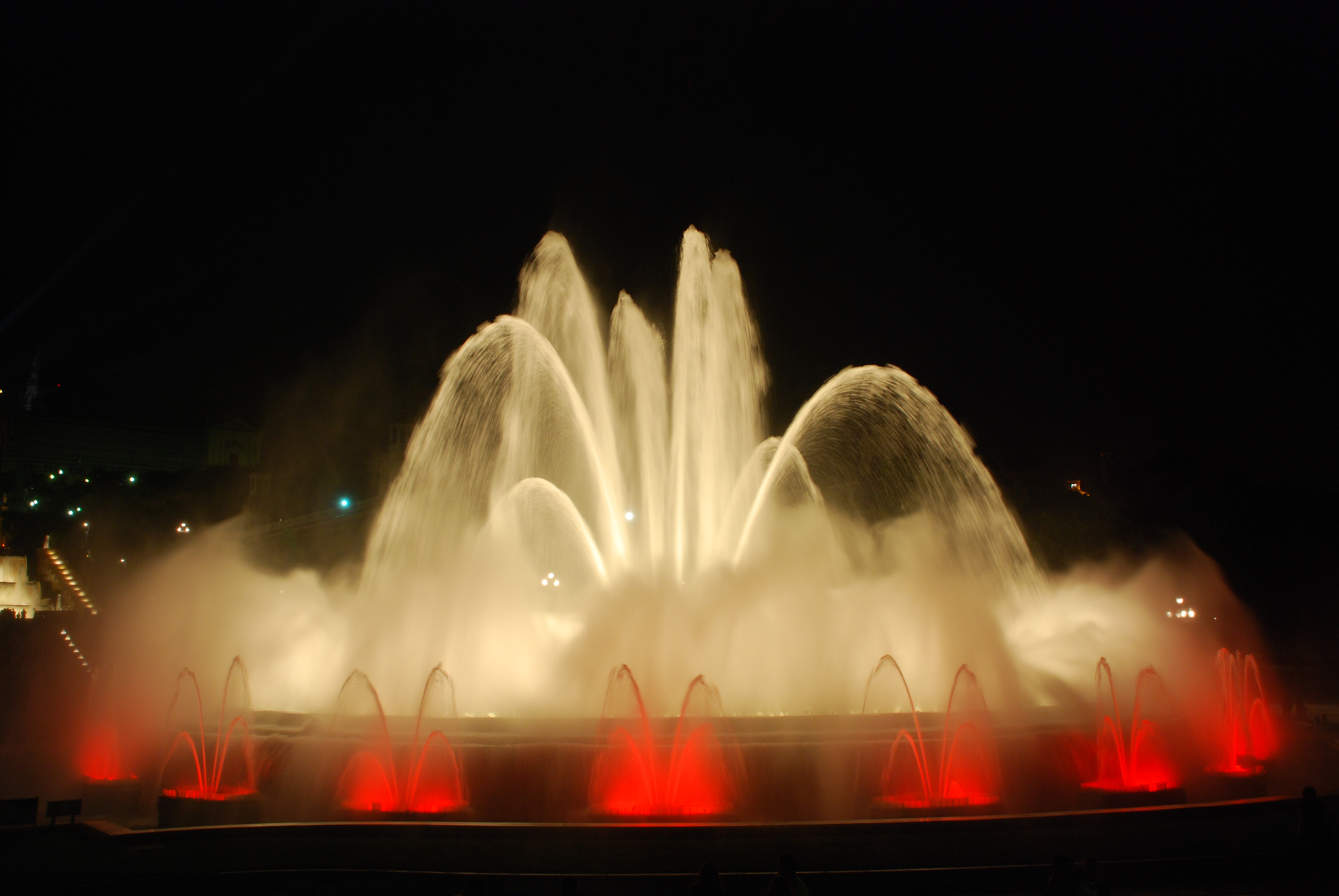
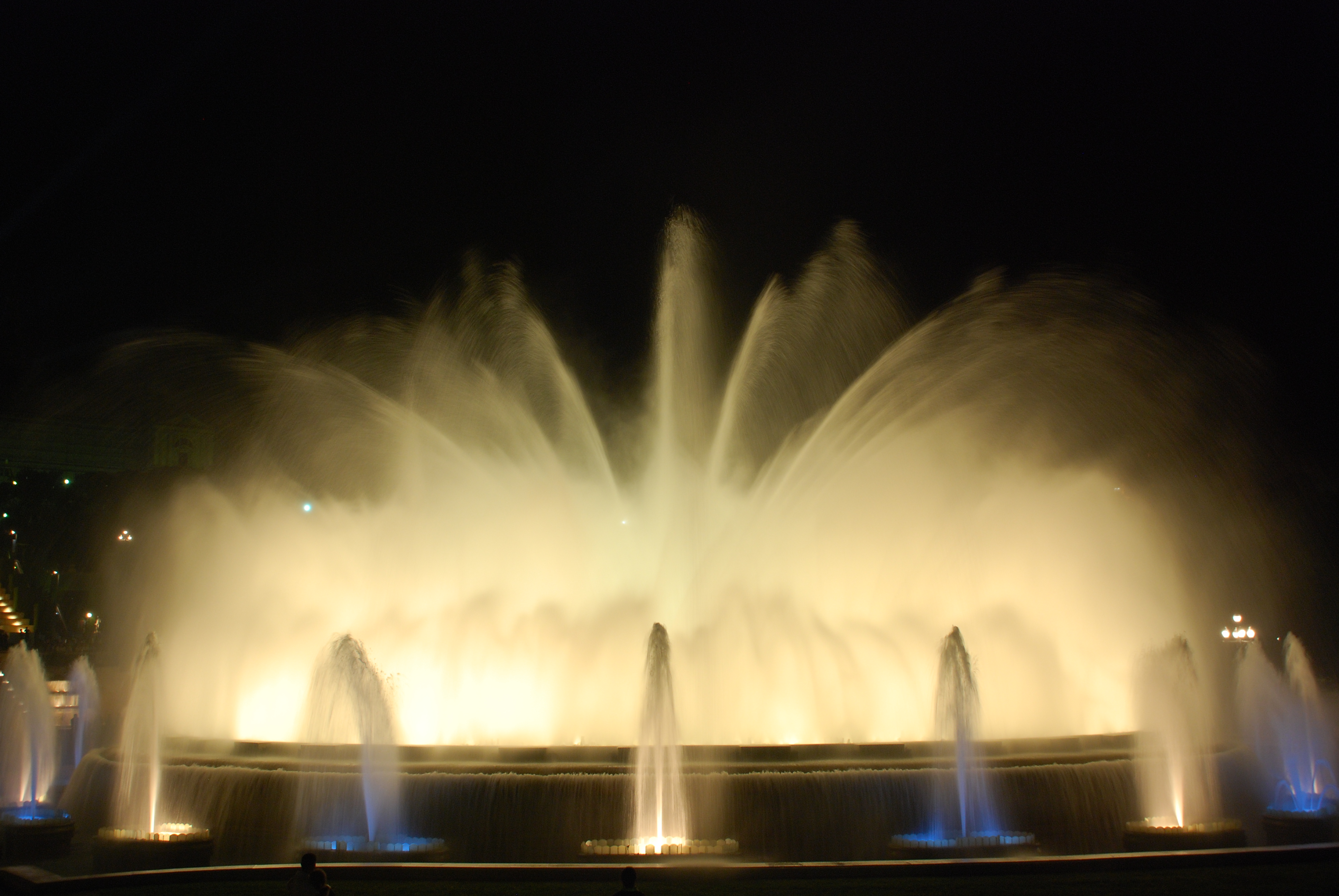